# 리오데라플라타 합중국
리오데라플라타 합중국(스페인어: Provincias Unidas de Sud América)은 아르헨티나 남부에 존재하고 있었던 국가이다. 스페인 식민지인 리오데라플라타 부왕령에서 만들어졌으며, 부에노스아이레스를 수도로 삼았다. 1819년에 제정된 아르헨티나 헌법에서 남아메리카 연합주라는 이름이 쓰인 이래, 1826년 국호를 아르헨티나로 바꿀 때까지 이 이름이 쓰였다.